# کاسیلیو
کاسیلیو (به ایتالیایی: Cassiglio) یک کومونه در ایتالیا است که در استان برگامو واقع شده‌است. کاسیلیو ۱۴٫۱ کیلومتر مربع مساحت و ۱۰۷ نفر جمعیت دارد و ۶۰۲ متر بالاتر از سطح دریا واقع شده‌است.